# Quyền LGBT ở Quần đảo Solomon
Quyền đồng tính nữ, đồng tính nam, song tính và chuyển giới (tiếng Anh: lesbian, gay, bisexual and transgender) ở Quần đảo Solomon phải đối mặt với những thách thức pháp lý mà những người không phải LGBT không gặp phải. Hoạt động tình dục đồng giới nam là bất hợp pháp, bị phạt tới 14 năm tù, nhưng luật là không được thi hành.

## Bảng tóm tắt
| Hoạt động tình dục đồng giới hợp pháp                                                                                       | (Đối với nam, không được thực thi)/ (Dành cho nữ) |
| Độ tuổi đồng ý | (Dành cho nam)/ (Dành cho nữ)                     |
| Luật chống phân biệt đối xử chỉ trong việc làm                                                                              | No                                                |
| Luật chống phân biệt đối xử trong việc cung cấp hàng hóa và dịch vụ                                                         | No                                                |
| Luật chống phân biệt đối xử trong tất cả các lĩnh vực khác (Bao gồm phân biệt đối xử gián tiếp, ngôn từ kích động thù địch) | No                                                |
| Luật ghét tội phạm bao gồm khuynh hướng tình dục và bản dạng giới                                                           | No                                                |
| Hôn nhân đồng giới | No                                                |
| Công nhận các cặp đồng giới                                                                                                 | No                                                |
| Con nuôi của các cặp vợ chồng đồng giới                                                                                     | No                                                |
| Con nuôi chung của các cặp đồng giới                                                                                        | No                                                |
| Người LGBT được phép phục vụ công khai trong quân đội                                                                       | Không có quân đội                                 |
| Quyền thay đổi giới tính hợp pháp                                                                                           | No                                                |
| Liệu pháp chuyển đổi bị cấm                                                                                                 | No                                                |
| Truy cập IVF cho đồng tính nữ                                                                                               | No                                                |
| Mang thai hộ thương mại cho các cặp đồng tính nam                                                                           | No                                                |
| NQHN được phép hiến máu | No                                                |